# Florian Hechenrieder
Florian Hechenrieder (* 4. August 1986 in Weilheim in Oberbayern) ist ein ehemaliger deutscher Eishockeytorwart, der von 2010 bis 2023 beim EC Peiting in der Eishockey-Oberliga unter Vertrag stand.

## Karriere
Florian Hechenrieder begann seine Karriere als Eishockeyspieler in der Jugend des EC Peiting, für dessen erste Mannschaft er in der Saison 2003/04 sein Debüt in der Oberliga gab. Im Sommer 2007 wechselte er zum SC Riessersee in die 2. Bundesliga, für die er in den folgenden beiden Spielzeiten in insgesamt sechs Partien auf dem Eis stand. Zudem lief er in der Saison 2007/08 in einem Spiel für die Nürnberg Ice Tigers in der DEL auf. Im Laufe der Saison 2008/09 wurde der Torwart an den ESV Kaufbeuren aus der Oberliga Süd abgegeben, mit dem er in die 2. Bundesliga aufstieg, in der er für die Saison 2009/10 einen Vertrag in Kaufbeuren erhielt.
Im April 2010 unterschrieb Hechenrieder einen Vertrag beim EC Peiting und kehrte zu seinem Jugendverein zurück. Nach dem Aus in den Playoffs der Eishockey-Oberliga 2022/23 gegen die Tilburg Trappers beendete Hechenrieder seine Spielerkarriere.

## Erfolge und Auszeichnungen
- 2009 Aufstieg in die 2. Bundesliga mit dem ESV Kaufbeuren
- 2012 Meister der Oberliga-Süd mit dem EC Peiting